# Escape Plan
Escape Plan – komputerowa gra logiczna z elementami zręcznościowymi, która okazała się tytułem startowym zarówno dla konsoli PlayStation Vita, jak i PlayStation 4. Zadaniem gracza jest sterowanie dwoma postaciami i unikanie przeszkód. Gdy się to nie uda, bohaterowie giną w komiczny sposób. W kwietniu 2012 była najlepiej sprzedającą się grą na PlayStation Network na konsolę PlayStation Vita.
Gra doczekała się rozszerzenia Azyl z dodatkowymi osiemnastoma poziomami w stosunku do bazowej wersji gry.